# S/2011 (2004 KH19) 1
S/2011 (2004 KH19) 1, também escrito como S/2011 (2004 KH19) 1, é o objeto secundário do corpo celeste denominado de 2004 KH19. Ele é um objeto transnetuniano que tem cerca de 129 km de diâmetro e orbita o corpo primário a uma distância de 13 000 km.

## Descoberta
Foi anunciado a descoberta de S/2011 (2004 KH19) 1 no dia 12 de dezembro de 2011.